# Copa Piauí de 2006
A Copa Piauí de 2006 foi a primeira edição do torneio, realizado pela Federação de Futebol do Piauí. O torneio contou com a participação de apenas doze times, com as equipes de Parnahyba, Luís Correia, 4 de Julho, e Barras pelo grupo Norte. Os times Ríver, Flamengo, Comercial e Caiçara pelo grupo centro. E os times Piauí, Princesa do Sul, Cori-Sabbá e Picos
Foram realizados jogos dentro dos grupos e as oito equipes de melhor campanha avançaram à fase eliminatória.
A final foi entre River e Flamengo, e foi disputada em dois jogos. O River sagrou-se campeão após vencer o segundo jogo por 2 a 1 após um empate em 0 a 0 no primeiro jogo. Com a conquista da Copa Piauí, o River garantiu uma das vagas para a disputa do Campeonato Brasileiro de Futebol de 2006 - Série C. A outra vaga ficou com o vice-campeão Flamengo.

## Primeira Fase

### Classificação
| Tabela de classificação | Tabela de classificação | Tabela de classificação | Tabela de classificação | Tabela de classificação | Tabela de classificação | Tabela de classificação | Tabela de classificação | Tabela de classificação | Tabela de classificação | Tabela de classificação | Tabela de classificação |
| Pos.                    | Time                    | Pts                     | J                       | V                       | E                       | D                       | GP                      | GS                      | SG                      | G                       |                         |
| ----------------------- | ----------------------- | ----------------------- | ----------------------- | ----------------------- | ----------------------- | ----------------------- | ----------------------- | ----------------------- | ----------------------- | ----------------------- | ----------------------- |
| 1                       | Piauí                   | 14                      | 6                       | 4                       | 2                       | 0                       | 6                       | 2                       | +4                      | S                       |                         |
| 2                       | Ríver                   | 12                      | 6                       | 4                       | 0                       | 2                       | 7                       | 4                       | +3                      | C                       |                         |
| 3                       | Parnahyba               | 12                      | 6                       | 3                       | 3                       | 0                       | 8                       | 5                       | +3                      | N                       |                         |
| 4                       | Flamengo                | 10                      | 6                       | 3                       | 1                       | 2                       | 12                      | 7                       | +5                      | C                       |                         |
| 5                       | Caiçara                 | 9                       | 6                       | 2                       | 3                       | 1                       | 8                       | 4                       | +4                      | C                       |                         |
| 6                       | Barras                  | 9                       | 6                       | 2                       | 3                       | 1                       | 7                       | 5                       | +2                      | N                       |                         |
| 7                       | 4 de Julho              | 8                       | 6                       | 2                       | 2                       | 2                       | 9                       | 10                      | -1                      | N                       |                         |
| 8                       | Cori-Sabbá              | 7                       | 6                       | 2                       | 1                       | 3                       | 6                       | 6                       | 0                       | S                       |                         |
| 9                       | Picos                   | 7                       | 6                       | 2                       | 1                       | 3                       | 6                       | 6                       | 0                       | S                       |                         |
| 10                      | Princesa do Sul         | 6                       | 6                       | 2                       | 0                       | 4                       | 3                       | 7                       | -3                      | S                       |                         |
| 11                      | Luís Correia            | 3                       | 6                       | 1                       | 0                       | 5                       | 1                       | 7                       | -6                      | N                       |                         |
| 12                      | Comercial               | 3                       | 6                       | 0                       | 3                       | 3                       | 3                       | 15                      | -12                     | C                       |                         |